# Rinchen Trashi
Rinchen Trashi (tib.: rin chen bkra shis; chinesisch 仁钦扎西(辇真吃刺失思)) war in der Mongolen-Dynastie von 1329 bis 1332 Kaiserlicher Lehrer (dishi / ti shri). Im Abschnitt der Biographien berühmter Buddhisten und Daoisten (Shi-Lao zhuan) der Geschichte der Yuan-Dynastie (Yuanshi) beschließt er die Liste der Kaiserlichen Lehrer. In den tibetischen historischen Aufzeichnungen finden sich jedoch keine Aufzeichnungen über ihn.
Als Nachfolger von Künga Legpe Chungne Gyeltshen Pel Sangpo war Rinchen Trashi die elfte Person in diesem Amt des höchsten Mönchsbeamten der Zentralregierung für buddhistische Angelegenheiten. Nachdem er seine Tätigkeit beendet hatte, wurde Künga Gyeltshen Pel Sangpo zum Kaiserlichen Lehrer.